# Matei Ghigiu
Matei Ghigiu (* 15. April 1924 in Bărbătești, Kreis Gorj; † 20. Juni 2004 in Bukarest) war ein Politiker der Rumänischen Kommunistischen Partei PCR (Partidul Comunist Român), der unter anderem zwischen 1966 und 1969 Minister für das Bauwesen in der Chemie- und Raffinerieindustrie sowie von 1969 bis 1975 Minister für Bauindustrie war.

## Leben

### Mitglied der Großen Nationalversammlung und Minister
Matei Ghigiu begann nach dem Schulbesuch 1938 eine Berufsausbildung zum Tischler auf den Baustellen zum Ausbau von Bumbești und war danach von Oktober 1940 bis 1946 als Zimmerer beim Ingenieurbüro „Prager“ in Bukarest tätig. In der Folgezeit war er als Zimmerer auf zahlreichen Baustellen in Bukarest wie dem Flughafen Bukarest-Băneasa, der Kleiderfabrik Gheorghe Gheorghiu-Dej sowie dem Unternehmen Nr. 1 der SovRom. Er absolvierte zwischen 1950 und 1954 ein Studium an der Arbeiterfakultät für Zivil- und Industriebauten am Polytechnischen Institut Bukarest und war danach für das Bauunternehmen Nr. 201 Ingenieur und Betriebskoordinator sowie ab Januar 1955 Bauleiter der Baustelle Nr. 602 in Râmnicu Vâlcea. Im Juli 1955 wurde er Direktor des Baubetriebes Nr. 602 in Băile Govora und im Januar 1956 Mitglied der damaligen Rumänischen Arbeiterpartei PMR (Partidul Muncitoresc Român).
Ghigiu fungierte zwischen 1956 und 1965 als Vizepräsident des Exekutivkomitees des Regionalen Volksrates der Regiunea Pitești, die von 1952 bis 1960 bestand, beziehungsweise von 1960 bis 1965 des daraus hervorgegangenen Kreises Argeș. Er absolvierte zwischenzeitlich die Parteihochschule „Ștefan Gheorghiu“ und war zeitweise stellvertretender Direktor des Kombinats für Baumontage und Reparaturen für die chemische Industrie. 1961 wurde er erstmals Mitglied der Großen Nationalversammlung (Marea Adunare Națională) und vertrat dort zunächst den Wahlkreis Nr. 11 Ocnele Mari-Râmnicu Vâlcea, von 1965 bis 1969 den Wahlkreis Nr. 12 Călinești sowie zuletzt zwischen 1969 und 1975 den Wahlkreis Nr. 6 Topoloveni, die alle im Kreis Argeș liegen. Er war daraufhin zwischen 1965 und 1967 Vizepräsident des Staatlichen Komitees für Preise (Comitetul pentru Prețuri) sowie bis zum 30. Dezember 1966 auch Vize-Vorsitzender des Staatlichen Komitees für Planung.
Matei Ghigiu wurde am 25. Dezember 1966 im dritten Kabinett Maurer Minister für das Bauwesen in der Chemie- und Raffinerieindustrie (Ministrul construcțiilor pentru industria chimică și rafinării) und bekleidete dieses Ministeramt auch im vierten Kabinett Maurer (9. Dezember 1967 bis 12. März 1969), im fünften Kabinett Maurer (13. März 1969 bis 27. Februar 1974), wobei das Amt am 11. Oktober 1969 in Minister für Bauindustrie (Ministrul construcțiilor industriale) umbenannt wurde. Das Amt des Ministers für Bauindustrie bekleidete er vom 27. Februar 1974 bis zum 18. März 1975 auch wieder im ersten Kabinett Manescu. Auf dem Zehnten Parteitag der PCR (6. bis 12. August 1969) wurde er Mitglied des ZK der PCR und gehörte diesem Parteigremium bis zum Elften Parteitag der PCR (24. bis 27. November 1974) an.

### Ehrungen und Auszeichnungen
Für seine langjährigen Verdienste wurde Ghigiu mehrfach ausgezeichnet und erhielt unter anderem 1957 den Orden der Arbeit Dritter Klasse (Ordinul Muncii), 1962 den Stern der Volksrepublik Rumänien Vierter Klasse (Ordinul Steaua Republicii Populare Române), 1965 den Orden 23. August Fünfter Klasse (Ordinul 23. August), 1966 den Orden der Arbeit Zweiter Klasse, 1969 den Stern der Sozialistischen Republik Rumänien Dritter Klasse (Ordinul Steaua Republicii Socialiste România) sowie 1971 den Orden der Arbeit Erster Klasse.